# العلاقات الإسبانية الفانواتية
العلاقات الإسبانية الفانواتية هي العلاقات الثنائية التي تجمع بين إسبانيا وفانواتو.

## مقارنة بين البلدين
هذه مقارنة عامة ومرجعية للدولتين:
| وجه المقارنة                                              | إسبانيا                                                                             | فانواتو                                  |
| --------------------------------------------------------- | ----------------------------------------------------------------------------------- | ---------------------------------------- |
| المساحة (كم2)                                             | 505.99 ألف                                                                          | 12.19 ألف                                |
| عدد السكان (نسمة)                                         | 46.73 مليون                                                                         | 276.24 ألف                               |
| الكثافة السكانية (ن./كم²)                                 | 92.35                                                                               | 22.66                                    |
| العاصمة                                                   | مدريد                                                                               | بورت فيلا                                |
| اللغة الرسمية                                             | اللغة الإسبانية، اللغة الغاليسية، لغة بشكنشية، اللغة الكتالونية، اللغة الأوكسيتانية | اللغة البسلاما، لغة فرنسية، لغة إنجليزية |
| العملة                                                    | يورو، بيزيتا إسبانية                                                                | فاتو فانواتي                             |
| الناتج المحلي الإجمالي (بليون دولار)                      | 1.31 تريليون                                                                        | 862.88 مليون                             |
| الناتج المحلي الإجمالي (تعادل القوة الشرائية) بليون دولار | 1.77 تريليون                                                                        | 790.76 مليون                             |
| الناتج المحلي الإجمالي الاسمي للفرد دولار أمريكي          | 28.16 ألف                                                                           | 2.81 ألف                                 |
| الناتج المحلي الإجمالي للفرد دولار أمريكي                 | 38.00 ألف                                                                           | 3.03 ألف                                 |
| مؤشر التنمية البشرية                                      | 0.876                                                                               | 0.594                                    |
| رمز المكالمات الدولي                                      | +34                                                                                 | +678                                     |
| رمز الإنترنت                                              | .es                                                                                 | .vu                                      |
| المنطقة الزمنية                                           | ت ع م+01:00، ت ع م+02:00                                                            | ت ع م+11:00                              |

## منظمات دولية مشتركة
يشترك البلدان في عضوية مجموعة من المنظمات الدولية، منها:
| علم المنظمة | اسم المنظمة                        | تاريخ انضمام إسبانيا | تاريخ انضمام فانواتو |
| ----------- | ---------------------------------- | -------------------- | -------------------- |
|             | يونسكو                             | 30 يناير 1953        | 10 فبراير 1994       |
|             | مؤسسة التمويل الدولية              | 24 مارس 1960         | 28 سبتمبر 1981       |
|             | بنك التنمية الآسيوي                | 1986                 | 1981                 |
|             | منظمة حظر الأسلحة الكيميائية       | ?                    | ?                    |
|             | مؤسسة التنمية الدولية              | 18 أكتوبر 1960       | 28 سبتمبر 1981       |
|             | منظمة التجارة العالمية             | ?                    | ?                    |
|             | وكالة ضمان الاستثمار متعدد الأطراف | 29 أبريل 1988        | 27 يوليو 1988        |
|             | الاتحاد البريدي العالمي            | ?                    | ?                    |
|             | الاتحاد الدولي للاتصالات           | 1866                 | 30 مارس 1988         |
|             | الأمم المتحدة                      | 14 ديسمبر 1955       | 15 سبتمبر 1981       |
|             | البنك الدولي للإنشاء والتعمير      | 15 سبتمبر 1958       | 28 سبتمبر 1981       |
|             | المنظمة الهيدروغرافية الدولية      | ?                    | ?                    |

## وصلات خارجية
- موقع وزارة الخارجية الإسبانية